# Jonas Erici Dryander
Jonas Erici Dryander, död 1650, var en svensk präst och riksdagsman.
Jonas Dryander var son till kyrkoherden i Växjö Ericus Jonæ. Han blev student vid Uppsala universitet 1622 student vid Rostocks universitet 1626 och filosofie magister där 1627. Han verkade därefter som krigspräst och blev 1630 skolmästare i Jönköping. 1631 blev Dryander rektor vid Växjö katedralskola och 1638 kyrkoherde i Värnamo. Som kyrkoherde utvecklade han kraft och energi för att utveckla kyrkan, och inrättade även en förlikningsdomstol i socknen. Som riksdagsman bevistade han riksdagarna 1638 och 1650, under den senare anslöt han sig till Johannes Elai Terserus och Johannes Matthiæ Gothus och den antiaristokratiska oppositionen bland prästerskapet. Tillsammans med Arvid Tiderus höll han under riksdagen en predikan, där han kritiserade adeln, och vars innehåll fördes upp av drottning Kristina i samtal med ärkebiskopen Johannes Canuti Lenaeus.